# Eubela plebeja
Eubela plebeja é uma espécie de gastrópode do gênero Eubela, pertencente a família Raphitomidae.